# Campephilus
Campephilus là một chi chim trong họ Picidae.

## Các loài
- Campephilus gayaquilensis (Lesson, 1845)
- Campephilus guatemalensis (Hartlaub, 1844)
- Campephilus haematogaster (Tschudi, 1844)
- Campephilus imperialis (Gould, 1832)
- Campephilus leucopogon (Valenciennes, 1826)
- Campephilus magellanicus (King, 1827)
- Pica-pau-de-topete-vermelho - Campephilus melanoleucos (Gmelin, 1788)
- Campephilus pollens (Bonaparte, 1845)
- Pica-pau-bico-de-marfim - Campephilus principalis (Linnaeus, 1758)
- Campephilus robustus (Lichtenstein, 1818)
- Campephilus rubricollis (Boddaert, 1783)

## Hình ảnh

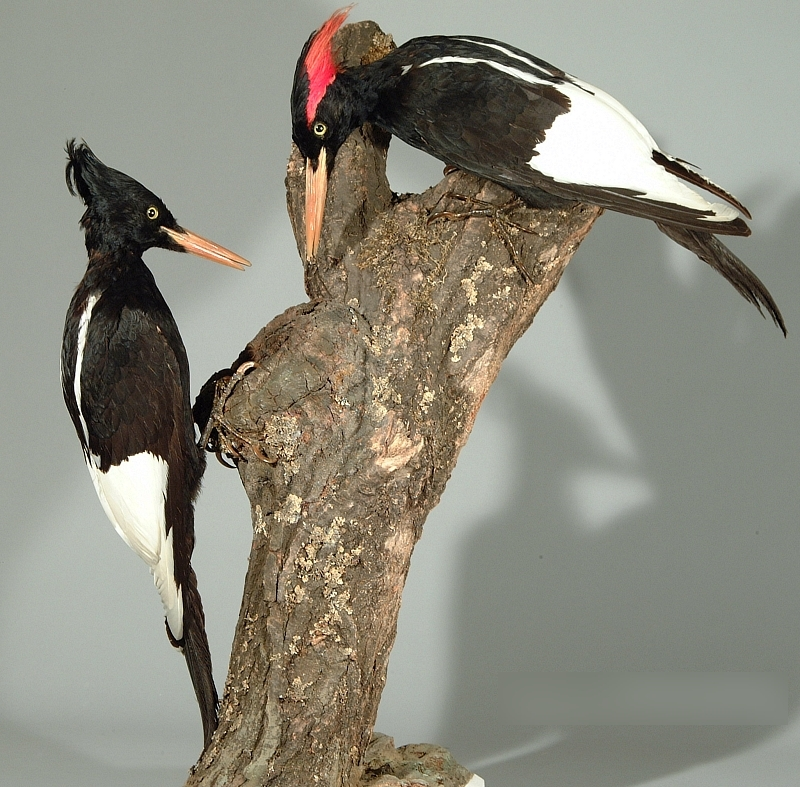
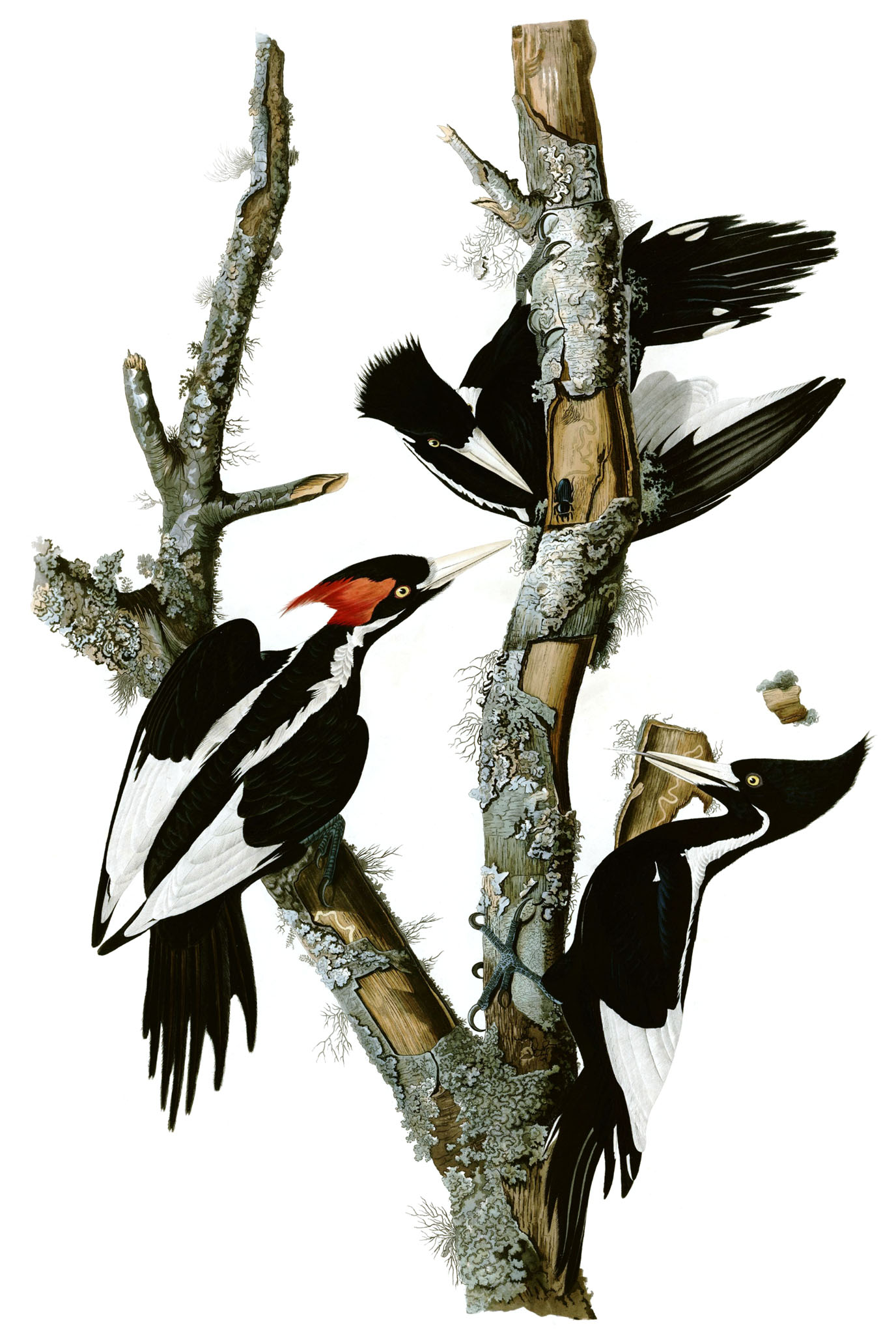
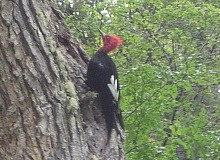
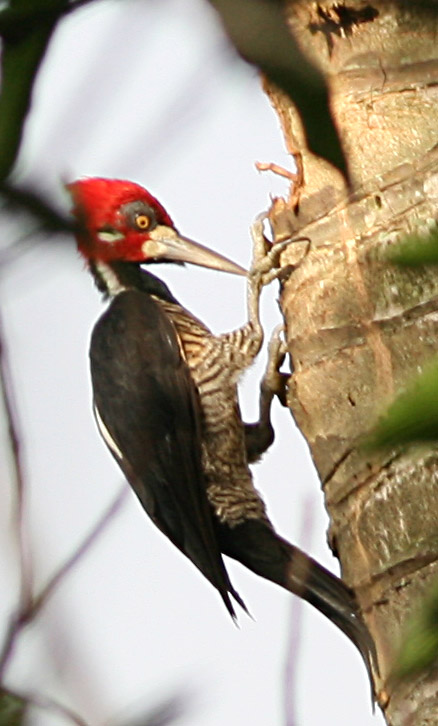